# ایستگاه راه‌آهن ساوه
ایستگاه راه‌آهن ساوه یک ایستگاه راه‌آهن در شهر ساوه، ایران است.
این ایستگاه که جزئی از خط راه‌آهن تهران-همدان محسوب می‌شود در ۱۰ کیلومتری شمال شهر ساوه و در نزدیکی آزادراه ۶ (ایران) قرار دارد فاز اول آن در تاریخ ۲۴ اردیبهشت ۱۳۹۶ توسط عباس آخوندی وزیر راه و شهرسازی ایران افتتاح شده است. اعتبار این پروژه ۱۸۰ میلیارد ریال عنوان شده و قطار مسافربری درجه دو با گنجایش ۶۰۰ نفر در این مسیر تردد خواهد کرد. مسافرگیری این ایستگاه در مهر ۱۳۹۷ در مسیر راه‌آهن همدان-مشهد آغاز شده است.

## نگارخانه

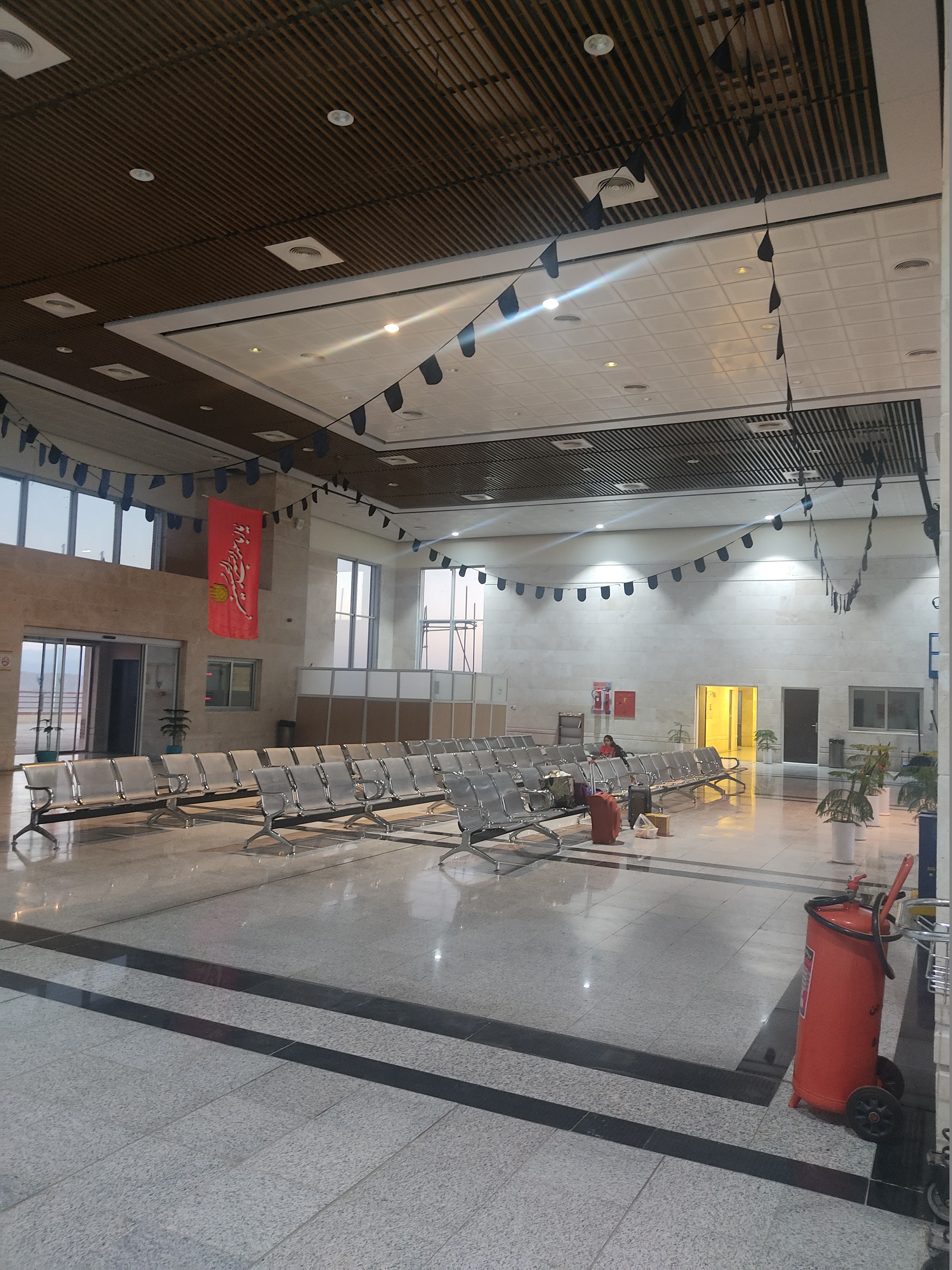
داخل ایستگاه
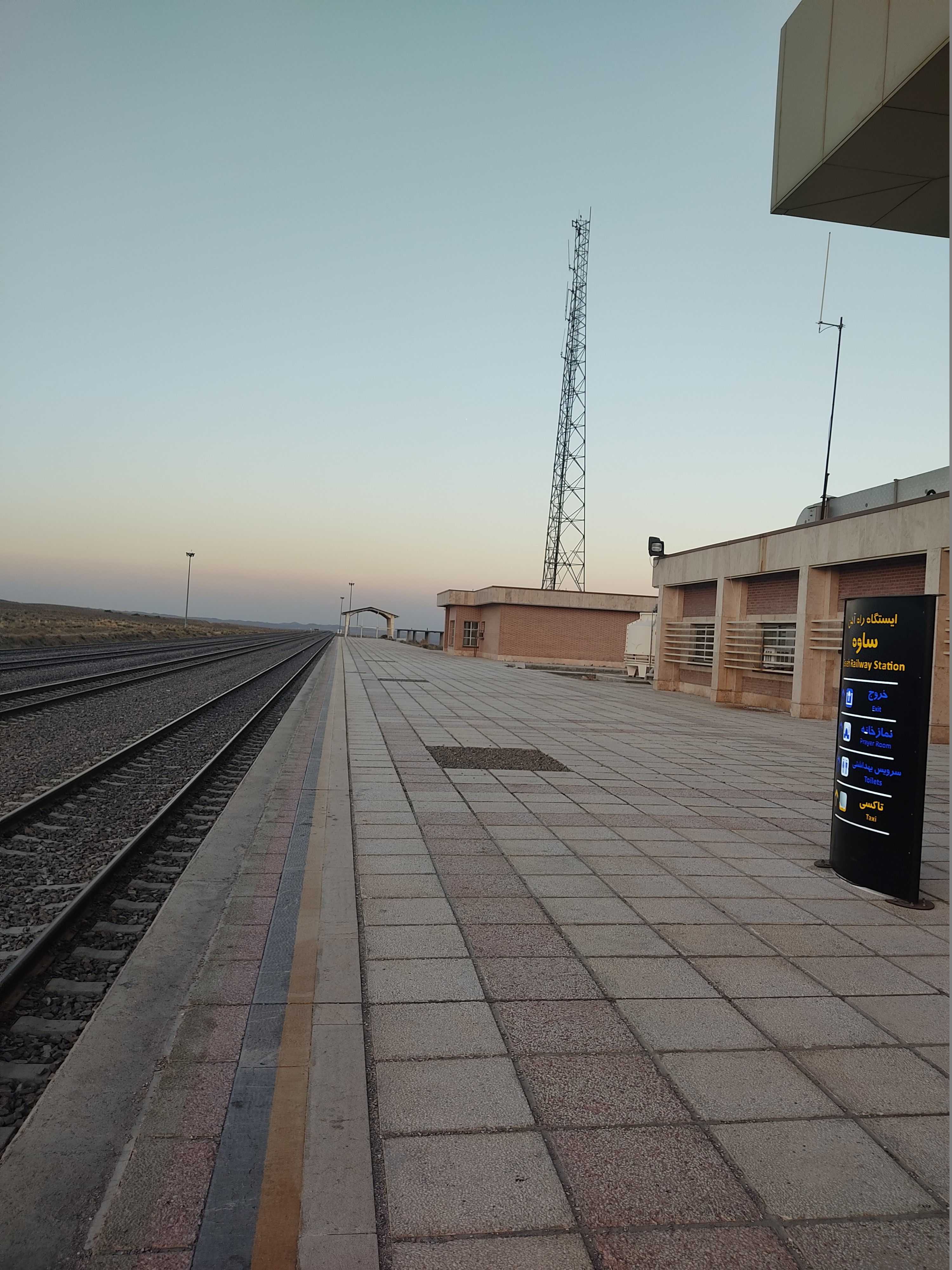
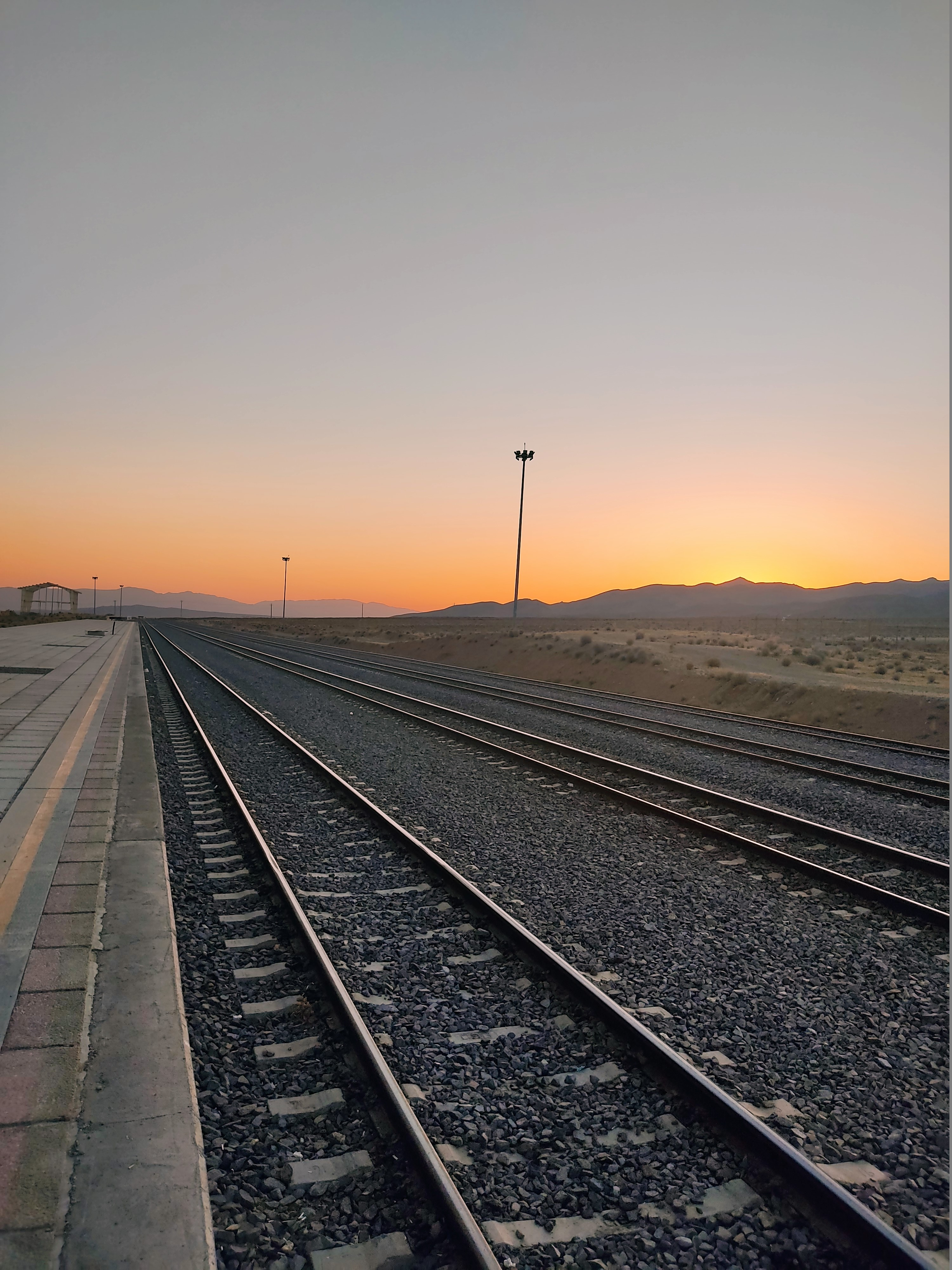